# Anna Rogowska
Anna Rogowska (21 de maig de 1981, Gdynia, Polònia -) és una saltadora de perxa polonesa, actual campiona mundial.
Nascuda en Gdynia, va guanyar la medalla de bronze als Jocs Olímpics batent per poc a Mónica Pyrek una altra saltadora de perxa nascuda a Gdynia. Al principi de 2005 va aconseguir l'èxit com quan va guanyar la medalla de plata en els Campionats d'Europa en pista coberta.
El 22 de juliol de 2005 va aconseguir una millor marca personal amb 4.80m el qual també va ser rècord de Polònia. Minuts després va veure com Yelena Isinbayeva es va convertir en la primera dona a superar els 5.00m.
Rogowska va ser una de les contrincants per a una medalla en els Campionats Mundials de 2005. No obstant això, va acabar sisena saltant solament 4.35m a causa de les condicions climatològiques.
El 26 d'agost de 2005 va aconseguir una altra millor marca personal amb 4.83m (nou rècord polonès). Va ser en el Memorial Van Damme. També té el rècord de Polònia en pista coberta de 4.80m, establert el 5 de març de 2006.
El 24 d'agost de 2009 es va convertir en la sorprenent nova campiona mundial de perxa amb 4.75m. després que Isinbayeva fracassés en els seus tres intents de salt (2 de 4.80m) perdent el seu ceptre mundial i destrossada per fiasco. Com a felicitació, la polonesa va abraçar ala mascota dels Mundials "Berlino".
Dels premis esportius ha rebut:
Creu daurada del mèrit polonès en 2004
Creu de cavaller de l'Ordre de Polònia Restituta (5ª classe) en 2009.